# Miss Representation
Miss Representation är en amerikansk dokumentär av Jennifer Siebel Newsom. Filmen skildrar kvinnors underrepresentation inom politik- och maktpositioner i USA. Den kartlägger även hur kvinnor representeras inom medieindustrin, i hur liten del av media som ägs av kvinnor, hur lite kvinnor syns i bild och hur de framställs i film, tv, reklam, radio och tidningar. Filmen hade premiär under Sundance Film Festival 2011 där den tävlade i kategorin dokumentär.
I filmen intervjuas tonårstjejer om deras förhållningssätt till medias bild av kvinnor. De vävs sedan samman med intervjuer med kvinnor inom politik och media som Condoleezza Rice, Lisa Ling, Nancy Pelosi, Katie Couric, Rachel Maddow, Rosario Dawson, Dr. Jackson Katz, Dr. Jean Kilbourne, och Gloria Steinem. Statistik och klipp från diverse tv-inslag blandas med berättelser från medverkarnas egna erfarenheter. Filmen fokus ligger främst på hur kvinnor framställs, men behandlar även hudfärg och representation bland män.
Regissören Jennifer Siebel Newsom redogör i början av filmen hur hon började planerna filmen när hon fick reda på att hon var gravid med en flicka. Hon ville förändra situationen i samhället för sin dotter och hennes generations skull. Medarbetarna bakom Miss Representation bildade även är kampanj i samband med filmsläppet där de uppmanade media att ta större ansvar för deras framställning av kvinnor samt vägledningar för hur privatpersoner kan engagera sig i frågan. 
I Sverige visades Miss Representation på Stockholms Filmfestival 2011.